# Project Rub
 (décembre 2023).
Si vous disposez d'ouvrages ou d'articles de référence ou si vous connaissez des sites web de qualité traitant du thème abordé ici, merci de compléter l'article en donnant les références utiles à sa vérifiabilité et en les liant à la section « Notes et références ».
Project Rub, connu en Amérique du Nord sous le nom Feel the Magic: XY/XX, et au Japon en tant que Kimi no Tame nara Shineru (きみのためなら死ねる, litt. « Je mourrais pour vous »), est un jeu vidéo axé autour de mini-jeux développé par Sonic Team et édité par Sega sur Nintendo DS.
Il a d'abord été publié en Amérique du Nord, puis est progressivement sorti au Japon et dans les régions PAL.
Il a pour préquelle The Rub Rabbits!.

## Synopsis
Project Rub suit les tribulations d'un homme qui rencontre une fille dont il tombe instantanément amoureux ; cependant, cette dernière n'est pas aussi réceptive, et le protagoniste tente de la séduire, allant de gestes romantiques jusqu'à la protéger d'une ruée de taureaux. Alors qu'il œuvre à la conquérir, il est encouragé par un groupe d'hommes avec des oreilles de lapin ; néanmoins, il est également poursuivi par un rival romantique en lice pour l'affection de la jeune fille, employant son intelligence et une technologie incroyable dans le but de lui subtiliser sa dulcinée.

## Système de jeu
Le titre se joue uniquement avec le stylet et le microphone de la Nintendo DS, et emploie le système de reconnaissance vocale de la console à la fois par la parole, mais aussi par la respiration. Il est composé de plusieurs mini-jeux qui sont vaguement liés entre eux.

## Développement
En 2003, Sega dissout United Game Artists (UGA), l'un de ses studios de développement internes. Le dirigeant du studio, Tetsuya Mizuguchi, a quitté Sega cette année-là pour fonder Q Entertainment. Les anciens membres de UGA, tels que les vétérans à l'origine de Space Channel 5, que sont Takumi Yoshinaga et Takashi Yuda, sont intégrés chez Sonic Team. Au sein de Sonic Team, Yuda produit Sonic Riders, tandis que Yoshinaga créé Project Rub et The Rub Rabbits!.
Le jeu est officiellement annoncé lors de l'E3 2004.